# Форвакуумний насос

Схема золотникового (плунжерного) форвакуумного насоса

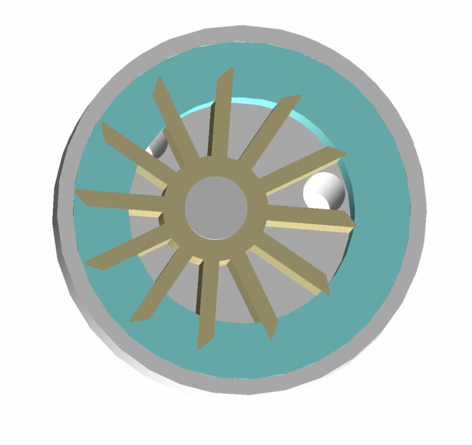
Схематичний розріз рідинно-кільцевого форвакуумного насоса

Форва́куумний насо́с — вакуумний насос для створення попереднього розрідження (форвакууму), перший ступінь каскаду вакуумних насосів систем отримання високого вакууму, призначений для підтримування тиску у вихідному перерізі насоса вищого вакууму, що дає змогу останньому забезпечувати задані параметри відкачування.
Призначений для економії енергії або забезпечення умов роботи насоса більш високого вакууму. Форвакуумні насоси дозволяють досягати розрідження до 10−3 мм рт. ст. (середній вакуум).
Як форвакуумні насоси використовують масляні: рідинно-кільцеві, роторно-пластинчасті (найдешевший і малопродуктивний варіант), пластинчасто-статорні, золотникові (плунжерні) насоси; сухі (безмасляні): діафрагмові, спіральні, гвинтові; також можуть використовуватися пароструминні ежекторні насоси.
Основною тенденцією розвитку форвакуумної техніки є використання безмасляних насосів, які є переважно найефективнішим рішенням проблеми створення форвакууму.
При використанні масляних форвакуумних насосів може відбуватися забруднення одержуваного форвакууму парами масел. Для захисту від зворотного потоку масла від насоса до робочих об'ємів використовуються форвакуумні пастки.
Для досягнення більш високого вакууму використовують ступені на базі паромасляного дифузного насоса, ртутного пароструминного дифузійного насоса, турбомолекулярного насоса тощо.